# Маняк, Владимир Антонович
Владимир Антонович Маня́к (1934—1992) — советский и украинский писатель, поэт, прозаик, публицист, общественный деятель. Исследователь Голода на Украине 1932—1933 годов.

## Биография
Родился 6 ноября 1934 года селе Крыштоповка (ныне Волочисский район, Хмельницкая область, Украина). В 1956 году окончил факультет журналистики ЛГУ имени И. Я. Франко.
Работал в шахте, на заводе, в печати, в издательстве «Молодь». Свои первые попытки в литературном творчестве Владимир сделал в родном селе, которое навсегда осталось для него лучшим местом на Земле. Именно в Крыштоповке были написаны и напечатаны в районной газете «Заря» его первые стихи, позже увидели свет в поэтическом сборнике «Совершеннолетие» (1957). В зрелом возрасте, после того как за его плечами были факультет журналистики, работа на шахте, заводе, в редакции, на радио, в издательстве, после шумной столичной жизни он вернулся в родное село. Именно в это время выходят в свет его книги «И взошел день», «Колыбель ветров», «Море Дирака», «Проспект имени людей» и другие.
В 1988 году под редакцией В. А. Маняка и В. А. Замлинского вышла из печати книга-мемориал «Венок бессмертия».
Один из организаторов, сопредседатель культурно-просветительского общества «Мемориал» имени Василия Стуса. Возглавлял организационный комитет по созданию «Ассоциации исследователей голода 1932—1933 годов в Украине» (ныне Ассоциация исследователей голода на Украине). Член СПУ, СП СССР (1967).
Жена — Лидия Борисовна Коваленко.
Погиб в автокатастрофе 15 июня 1992 года вблизи пгт Глеваха (Васильковский район, Киевская область, Украина). Похоронен в Киеве на Байковом кладбище (участок № 52а).

## Награды и премии
- Государственная премия Украины имени Тараса Шевченко (1993 — посмертно) — за народную книгу-мемориал «33-й: голод» вместе с Лидией Коваленко) за народную книгу-мемориал «33-й: голод».
- Орден князя Ярослава Мудрого V степени (2005 — посмертно)